# Lisa-Marie Vizaniari
Lisa-Marie Vizaniari (Lake Cargelligo, 14 febbraio 1971) è un'ex discobola e pesista australiana.

## Palmarès
| Anno | Manifestazione    | Sede         | Evento           | Risultato | Misura  | Note |
| ---- | ----------------- | ------------ | ---------------- | --------- | ------- | ---- |
| 1990 | Mondiali juniores | Plovdiv      | Lancio del disco | Argento   | 60,44 m |      |
| 1990 | Commonwealth      | Auckland     | Lancio del disco | Oro       | 56,38 m |      |
| 1994 | Commonwealth      | Victoria     | Getto del peso   | Bronzo    | 16,61 m |      |
| 1994 | Commonwealth      | Victoria     | Lancio del disco | 6ª        | 53,66 m |      |
| 1995 | Mondiali          | Göteborg     | Lancio del disco | 14ª       | 59,24 m |      |
| 1996 | Olimpiadi         | Atlanta      | Lancio del disco | 8ª        | 62,48 m |      |
| 1997 | Mondiali          | Atene        | Lancio del disco | 12ª       | 57,56 m |      |
| 1998 | Commonwealth      | Kuala Lumpur | Lancio del disco | Argento   | 62,14 m |      |
| 1999 | Mondiali          | Siviglia     | Lancio del disco | 14ª       | 61,49 m |      |
| 2000 | Olimpiadi         | Sydney       | Lancio del disco | 8ª        | 62,57 m |      |